# Berylliumformiat
Berylliumformiat ist eine chemische Verbindung des Berylliums aus der Gruppe der Carbonsäuresalze. Es ist das Berylliumsalz der Ameisensäure mit der Konstitutionsformel Be(HCOO)2.

## Gewinnung und Darstellung
Berylliumformiat kann mit einer Salzbildungsreaktion durch Auflösen von Berylliumhydroxid in 50%iger Ameisensäure hergestellt werden.
{\displaystyle \mathrm {Be(OH)_{2}+2HCOOH\longrightarrow Be(HCOO)_{2}+2\ H_{2}O} }
Ebenso ist die Synthese aus Berylliumoxyacetat und Ameisensäure möglich.
{\displaystyle \mathrm {Be_{4}O(CH_{3}COO)_{6}+8\ HCOOH\longrightarrow } }{\displaystyle \mathrm {4\ Be(HCOO)_{2}+6\ CH_{3}COOH+H_{2}O} }
Die Reaktion von wasserfreiem Berylliumchlorid mit wasserfreier Ameisensäure führt unter Entwicklung von Chlorwasserstoff ebenfalls zu Berylliumformiat.
{\displaystyle \mathrm {BeCl_{2}+2\ HCOOH\longrightarrow Be(HCOO)_{2}+2\ HCl\uparrow } }

## Eigenschaften
Berylliumformiat tritt als Anhydrat auf. Beim langsamen Sublimieren reagiert es zu Berylliumoxyformiat, Kohlenmonoxid und Wasser.
{\displaystyle \mathrm {4\ Be(HCOO)_{2}\ {\xrightarrow {\text{500 K}}}\ Be_{4}O(HCOO)_{6}+H_{2}O+2\ CO} }
Mit Wasser hydrolysiert es langsam.